# Guido Gualtieri
Guido Gualtieri (San Ginesio, XVI secolo – dopo il 1593) è stato uno scrittore italiano.

## Biografia
Nacque, verso la fine degli anni Trenta e l'inizio dei Quaranta del XVI secolo, a San Ginesio, da nobile famiglia. Il padre Francesco era lettore di umanità.
Fu educato dal padre, nel vivace clima culturale della piccolo borgo marchigiano. Nel luglio del 1565 Guido Gualtieri giunse a Roma, dove rimase poco più di un anno. Alla fine del 1566, dopo la morte del padre, si trasferì a Narni, dove fu professore di retorica. Nello stesso anno sposò Cinzia Di Mattei, da cui ebbe i figli Milziade, in seguito avvocato a Roma, Severino, futuro archivista di papa Urbano VIII, Eurialo e Valerio.
Nel 1571 esordì in poesia con la Canzone per la felicissima vittoria de l'armata christiana contro la turchesca, celebrativa della vittoria di Lepanto, e in particolare dell'eroismo di don Giovanni d'Austria.
Nel 1575 si trasferì a Macerata, dove diede alle stampe un'Oratio in die Natali Iesu Christi Servatoris; nel 1580 viveva a Camerino, dove pubblicò con un'Oratio, carmina et inscriptiones, le Orationes duae e il panegirico Ad ill. admodum comitem ac reverendiss. praesulem Georgium Manzolum. 
L'elezione di papa Sisto V diede a Guido Gualtieri la possibilità di ottenere la prestigiosa nomina curiale a segretario delle lettere latine. Guido Gualtieri mise al servizio del pontefice la sua elegante prosa con l'Oratio ad s.d.n. Xystum V del 1585 e De Xysti V pont. max. pontificatu del 1590. Per lo stesso incarico compilò le Ephemerides, una cronaca che registra gli avvenimenti del pontificato, in cui magnifica l'attività urbanistica del papa e la sua azione in favore dell'ordine pubblico e della morale. Scrisse anche una biografia dello stesso Sisto V, di cui alla fine del secolo XIX si tentò una pubblicazione a stampa, che non giunse in porto.
Nelle Relationi della venuta degli ambasciatori giapponesi a Roma sino alla partita di Lisbona , ripercorre la storia delle relazioni fra i pontefici romani e l'Estremo Oriente, superando un punto di vista esclusivamente occidentale.
Dopo la morte di Sisto V, Guido Gualtieri fece ritorno nelle Marche: nel 1592 viveva a San Ginesio, dove proseguì l'insegnamento di umanità. Nel 1593 si trasferì ad Ancona e quindi, su invito del cardinale Antonio Maria Gallo, al seminario di Osimo. Forse è da attribuire all'ultimo periodo della sua vita il volgarizzamento del III libro dell'Eneide. Non si ha notizia certa della data e del luogo di morte.